# هامس الخيل (رواية)
هامس الخيل (بالإنجليزية: The Horse Whisperer)‏ هي رواية صدرت عام 1995 للأديب الإنجليزي نيكولاس إيفانز. كانت هذه الرواية أولى رواياته، لاقت نجاحًا كبيرًا، وحازت على المرتبة العاشرة ضمن قائمة أفضل الروايات مبيعًا في الولايات المتحدة لعام 1995، إذ بيع منها أكثر من 15 مليون نسخة. ما يجعلها أيضًا ضمن أكثر الكتب مبيعًا على الإطلاق.
أُنتج فيلم من الكتاب، يحمل العنوان ذاته، من إخراج وبطولة روبرت ريدفورد.

## ملخص
تبدأ الرواية في ريف مدينة نيويورك حيث تذهب فتاة مراهقة، غريس ماكلين، وصديقتها، جوديث، لامتطاء خيليهما، بيلغريم وغوليفر، ذات صباح مثلج. بينما تصعدان منحدرًا جليديًا، ينزلق غوليفر ويصطدم ببيلغريم. يسقط كلا الخيلان، ويجران الفتاتين إلى الطريق ويصطدمون بمقطورة جرار. تموت جوديث وغوليفر، بينما تتعرض غريس وبيلغريم لإصابة حرجة. تشعر غريس، بعد أن بُترت ساقها اليمنى جزئيًا، بالمرارة وتنطوي على نفسها. والدة غريس، آني، محررة مجلة مدمنة على عملها، ووالدها، روبرت، محامٍ. تتوتر العلاقات في العائلة نتيجة النهوج المختلفة التي ينتهجها كل من والدي غريس في التعامل مع الحادثة.
عقب الحادثة، يصاب بيلغريم بصدمة ويخرج عن السيطرة، ما يقود ساسته إلى إساءة معاملته واقتراح قتله قتلًا رحيمًا. تأبى آني السماح بذلك ويصلها خبر عن «هامس خيل» يُدعى توم بوكر. وتخوض رحلة طويلة عبر البلاد مع بيلغريم وغريس وصولًا إلى مونتانا.
في مزرعة مونتانا، يعمل توم مع بيلغريم ويبدأ بتحقيق تقدم. تلائم حياة المزرعة كل من آني وغريس وتزداد سعادتهما. أثناء إقامتهما هناك، يصبح توم وآني مقربان ويبدآن علاقة غرامية في نهاية المطاف.
رغم التطور الذي حققه توم مع بيلغريم، تبقى غريس عاجزة عن امتطاء الحصان. يحاول توم القيام بتدخل جذري عبر حمل الحصان على الاضطجاع وجعل غريس تصعد عليه. تنجح التقنية ويجتمع شمل الخيل والخيال.
في الحفلة المقامة لوداع غريس وآني عند انتهاء إقامتهما في مونتانا، تكتشف غريس علاقتهما، وتمتطي حصانها بتهور باتجاه الريف. تدخل غريس دون قصد بين قطيع من الخيول البرية التي تُصاب بالذعر وتبدأ بالفرار. يتبعها توم ويجد بيلغريم يتصارع مع فحل بري. يتمكن توم من إنقاذ غريس وبيلغريم، لكنه عندها يعرض نفسه عمدًا للدهس القاتل تحت الفحل، ربما بسبب شعوره بالذنب تجاه إيذاء غريس بإقامة علاقة مع أمها.
يرجع كل من غريس وآني وبيلغريم إلى نيويورك لإعادة بناء حيواتهم مع روبرت، لكن آني تكتشف حملها وتلد في آخر المطاف طفلًا له عينا توم الزرقاوتان.